# Internationales Forschungszentrum Kulturwissenschaften
Das Internationale Forschungszentrum Kulturwissenschaften an der Kunstuniversität Linz (IFK) in Wien war bis 2011 ein außeruniversitäres und unabhängiges Wissenschaftskolleg mit dem Ziel, interdisziplinäre Formen von Kulturanalyse und Kulturstudien zu entwickeln und zu fördern. Seit 1. Jänner 2015 ist das IFK ein Zentrum der Kunstuniversität Linz.

## Forschung und Geschichte
1992 als Verein gegründet, nahm das IFK 1993 seinen vollen Betrieb in der Danhausergasse 1 im 4. Wiener Gemeindebezirk auf. Es fördert die Internationalisierung der österreichischen Humanwissenschaften durch die Einladung von Senior Fellows und Research Fellows, die avancierte Formen von Kulturwissenschaften betreiben sowie junge Kulturwissenschaftlern im Rahmen von Junior Fellowships. Das IFK arbeitet mit einem breiten Kulturbegriff, der Kunst, Literatur, Architektur, Wissenschaften, Medien, Lebensstile und Alltagskultur umfasst. Kultur wird dabei nicht rein historisch als das Gedächtnis einer Gesellschaft begriffen, sondern als Medium der Auseinandersetzung über die Zukunft einer Gesellschaft, als dynamischer Prozess verstanden, der von lebensweltlichen Orientierungen ebenso geprägt ist wie von politischen, gesellschaftlichen und wirtschaftlichen Rahmenbedingungen. Ende der 90er Jahre übersiedelte das IFK in die Reichsratsstraße 17 im 1. Wiener Gemeindebezirk.
Im Jahr 2010 bedrohte ein geplantes Sparpaket über 60 Einrichtungen in Österreich, die unabhängig von Universitäten wissenschaftliche Arbeit leisten, darunter auch das IFK. Unter Wissenschaftsminister Karlheinz Töchterle wurde das IFK an die Universität für künstlerische und industrielle Gestaltung Linz angebunden, um einer Entziehung der überlebensnotwendigen Basissubvention für das Zentrum zu entgehen. Der neue Name der Einrichtung lautet IFK Internationales Forschungszentrum Kulturwissenschaften an der Kunstuniversität Linz, der Standort blieb in Wien. "Durch die institutionelle Kooperation beider Einrichtungen sollen sowohl im Bereich des Forschungsprofils der Kunstuniversität Linz als auch in der Lehre positive Synergien entstehen", hieß es in der Aussendung von Helmut Lethen. Seit 1. Jänner 2015 ist das IFK offiziell ein Zentrum der Kunstuniversität Linz.
Das IFK versucht im Rahmen von Forschungsschwerpunkten neue Forschungsansätze zu entwickeln und zu publizieren.
Von 1996 bis 2004 war der Literaturhistoriker Gotthart Wunberg Leiter der Einrichtung. 2004–2007 wurde das IFK von dem international renommierten Kunsthistoriker und Gewinner des Premio Balzan Hans Belting geleitet. Von Oktober 2007 bis Februar 2016 war der deutsche Kulturwissenschaftler und Essayist Helmut Lethen Direktor des IFK. Sein Nachfolger wurde der Kulturhistoriker Thomas Macho, der zum 1. Oktober 2023 sein Amt an Karin Harrasser weitergab. Sie wird dabei unterstützt von Andreas Gehrlach, der die wissenschaftliche Programmleitung übernahm.